# Casatenovo
Casatenovo (lombardul: Casanoeuv vagy Casaa) település Olaszországban, Lombardia régióban, Lecco megyében. Lakosainak száma 13 233 fő (2023. január 1.). Casatenovo Besana in Brianza, Camparada, Correzzana, Lesmo, Lomagna, Missaglia, Monticello Brianza és Usmate Velate községekkel határos.

## Népesség
A település népességének változása:
| Lakosok száma | 12 973 | 13 042 | 13 233 |
|               | 2017   | 2018   | 2023   |